# Casa da Poetisa Júdice Barbosa
A Casa da Poetisa Júdice Barbosa é um edifício histórico na vila de São Bartolomeu de Messines, no concelho de Silves, em Portugal. É conhecida por ser o local onde nasceu a escritora Maria Antonieta Júdice Barbosa.

## História e descrição
O imóvel consiste numa casa térrea na Rua João de Deus, no centro da vila. Em frente situa-se a chamada Casa do Remexido, e nas proximidades encontra-se a Igreja Paroquial. O edifício é de pequenas dimensões, e apresenta uma aparência tradicional da região, com um telhado de duas águas e beirado. A fachada está aberta em três vãos, compostos por duas portas e uma janela, com molduras de cantaria em calcário, com verga em contracurva e rematada por um pequeno elemento decorativo. Todos os três vãos apresentam uma caixilharia verde em madeira. A fachada foi quase totalmente caiada de branco, a não ser por uma faixa vermelha junto ao solo.
Um dos elementos mais destacados na casa é o painel comemorativo na fachada, situado entre as duas portas, composto por azulejos multicoloridos com uma moldura floral, com a inscrição «Nesta casa nasceu aos 14 de Novembro de 1924, Maria Antonieta Júdice Barbosa, que foi poetisa e alma de eleição. Homenagem da sua terra natal, em Novembro de 1961.». O painel foi elaborado pela Fábrica Santana, em 1961.
Devido à tipologia dos vãos, o edifício terá sido construído no Século XIX. Em 14 de Novembro de 1924, foi o local de nascimento da poetisa Maria Antonieta Júdice Barbosa, que faleceu em 1960. No ano seguinte foi colocada a placa comemorativa na fachada da casa.
Em 9 de Outubro de 2009, a autarquia de Silves enviou uma proposta para classificar a casa como Imóvel de Interesse Público, que foi negada pela Direcção Regional de Cultura do Algarve, por considerar que não tinha valor nacional. Assim, a própria autarquia classificou o edifício como Imóvel de Interesse Municipal, por um edital de 9 de Março de 2010. O edifício chegou a um avançado estado de degradação, estando em ruínas.